# Hans Freund (Widerstandskämpfer)
Hans Freund (* 26. Dezember 1901 in Kattowitz; † 29. Mai 1959 in Berlin-Wedding) war ein deutscher kommunistischer Widerstandskämpfer gegen den Nationalsozialismus, Präsident des Kammergerichts (Ost-)Berlin, stellvertretender Vorsitzender der Berliner VVN und Vorstandsmitglied der Jüdischen Gemeinde von Großberlin.

## Leben

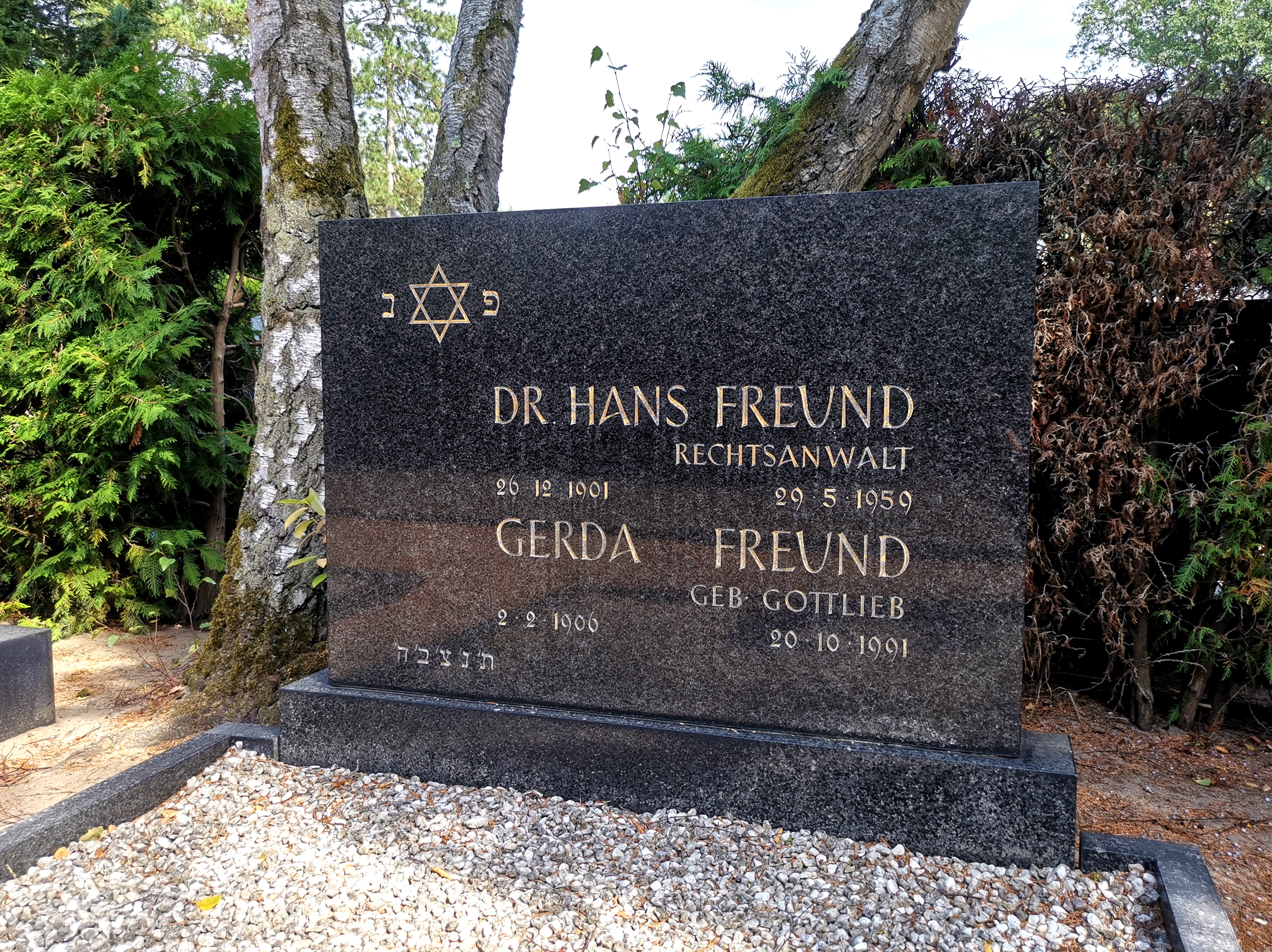
Grab auf dem Jüdischen Friedhof Heerstraße in Berlin-Westend, Ehrenreihe

Mit ihrer Gründung trat er in die Unabhängige Sozialdemokratische Partei Deutschlands (USPD) ein. Nach der Machtergreifung der Nationalsozialisten wurde Freund als Jude verfolgt, konnte aber seine antifaschistische Arbeit fortsetzen. 1943 wurde er zu einer Zuchthausstrafe verurteilt und im Zuchthaus Tegel interniert.
Als die NS-Herrschaft beseitigt worden war, trat er 1945 in die Kommunistische Partei Deutschlands (KPD) ein. 1946 wurde er mit der Zwangsvereinigung von SPD und KPD Mitglied in der Sozialistischen Einheitspartei Deutschlands (SED) und arbeitete im entstehenden Justizwesen der Sowjetischen Besatzungszone (SBZ). 1948 war er Direktor des Amtsgerichts Mitte. Nach der Sitzverlegung des Kammergerichts in die Westsektoren im Februar 1949 und damit der Spaltung der Berliner Justiz wurde er zum Präsidenten des neu geschaffenen (nur für Ost-Berlin zuständigen) Kammergerichts von Berlin ernannt.
Zugleich engagierte er sich in der erinnerungspolitischen Arbeit der Verfolgten des Naziregimes und war von 1949 bis 1951 stellvertretender Vorsitzender des Hauptvorstands der Vereinigung der Verfolgten des Naziregimes (VVN) von Berlin. Gleichzeitig war er Vorstandsmitglied der Jüdischen Gemeinde von Groß-Berlin.
Freund wurde im Januar 1953 Opfer einer antisemitischen Kampagne, die im Zusammenhang mit dem Schauprozess gegen Rudolf Slánský in Prag stand, der am 3. Dezember 1952 mit dessen Hinrichtung geendet hatte. Aus der VVN ausgeschlossen, flüchtete Freund, wie auch Julius Meyer, nach West-Berlin.